# Potentilla marinensis
Horkelia marinensis là loài thực vật có hoa trong họ Hoa hồng. Loài này được (Elmer) J.T. Howell miêu tả khoa học đầu tiên năm 1945.